# Aéroport régional de Penticton
L'aéroport régional de Penticton est un aéroport situé en Colombie-Britannique, au Canada.

## Compagnies aériennes et destinations
| Compagnies               | Destinations |
| ------------------------ | ------------ |
| Pacific Coastal Airlines | Vancouver    |
| WestJet Encore           | Calgary      |

Édité le 02/05/2025